# Budd Johnson
Albert J. Johnson, noto come Budd Johnson (Dallas, 14 dicembre 1910 – Kansas City, 20 ottobre 1984), è stato un sassofonista, clarinettista, arrangiatore e cantante statunitense di jazz, sassofonista moderno partecipò alla prima registrazione in stile bebop della storia (febbraio 1944) e fu un ottimo arrangiatore di grandi orchestre (Earl Hines, Boyd Raeburn, Billy Eckstine, Woody Herman).

## Biografia
Figlio di un musicista dilettante (il padre Albert Johnson era un meccanico di automobili) e fratello del trombonista Keg Johnson, dopo iniziali esperienze come batterista e pianista, passò al sassofono tenore suonando in piccoli gruppi locali. Il suo primo importante ingaggio fu nell’orchestra di Sammy Price (1927). In seguito, dal 1927 al 1932, suonò nelle band di Eugene Coy, Ben Smith, Terrance Holder, Jesse Stone e George E. Lee.
Trasferitosi a Chicago, lavorò (1932 e 1933) con Eddie Mallory e Louis Armstrong; in seguito fu assunto nell'orchestra di Earl Hines con il quale rimase dal 1935 al 1942.
Dal 1942 al 1944 fu impegnato in gruppi guidati da Don Redman, Al Sears e Georgie Auld, per poi esibirsi con Dizzy Gillespie all'Onyx Club.
Apprezzato arrangiatore, fu richiesto dalle maggiori orchestre dell'epoca: fra le altre, Earl Hines, Billy Eckstine, Woody Herman, Boyd Raeburn e Buddy Rich.
Oltre a dirigere propri gruppi, dall'inizio degli anni cinquanta svolse la doppia attività di sassofonista e arrangiatore  per J.C. Heard, Sy Oliver, Machito, Snub Mosley (1952), Cab Calloway, Benny Goodman (1956-1957), Quincy Jones (1960), Count Basie (1961-1962) e nuovamente per Earl Hines (1965-1966) con cui effettuò una storica tournée in Unione Sovietica. Nel 1969 fondò il JPJ Quartet che ebbe un ottimo successo al festival jazz di Montreux del 1971 e che si sciolse nel 1975.
Negli anni settanta e primi anni ottanta insegnò presso il Queens College e la State University di New York.
Continuò a partecipare a festival e tournée fino alla morte, avvenuta a Kansas City per un infarto.

## Discografia
Album (Leader o Co-leader)
- 1959 – Blues à la Mode (Felsted Records, SJA 2007) a nome The Budd Johnson Septet and Quintet Featuring Charlie Shavers
- 1959 – Big Beat Dance Party (Stere-O-Craft, RCS 509)
- 1960 – Budd Johnson and the Four Brass Giants (Riverside Records, RLP 343)
- 1961 – Let's Swing! (Prestige Swingville Records, SVLP 2015) a nome The Budd Johnson Quintet
- 1963 – French Cookin' (Argo Records, LP/LPS-721)
- 1964 – Ya! Ya! (Argo Records, LP/LPS-736)
- 1965 – Off the Wall (LP-748) a nome Budd Johnson with Joe Newman
- 1970 – "Ya! Ya!" (Black and Blue Records, 33.036)
- 1971 – New Communications in Jazz (Master Jazz Recordings, MJR 1001E) a nome The JPJ Quartet
- 1971 – Montreux '71 (Master Jazz Recordings, MJR 8111) a nome The JPJ Quartet
- 1974 – JPJ Quartet (RCA Records, LPJ 5033) a nome The JPJ Quartet
- 1974 – The Dirty Old Men (Black and Blue Records, 33.084) a nome Earl Hines / Budd Johnson
- 1985 – In Memory of a Very Dear Friend (Dragon Records, DRLP 94) a nome Budd Johnson Quartet
- 1985 – The Ole Dude & the Fundance Kid (Uptown Records, UP27.19) a nome Budd Johnson / Phil Woods
- 2003 – The Chronological Classics: Budd Johnson 1944-1952 (Classics Records, 1303) Raccolta